# La fiera (telenovela chilena)
La fiera es una telenovela chilena del género drama romántico, escrita por Víctor Carrasco, dirigida por Vicente Sabatini, producida por Pablo Ávila y transmitida entre el 8 de marzo hasta el 3 de agosto de 1999 por Televisión Nacional de Chile.
Es protagonizada por Claudia Di Girolamo, Francisco Reyes y Luis Alarcón, como también con Aline Kuppenheim y Erto Pantoja en los roles antagónicos. Con un reparto coral dónde destaca una mezcla de actores consagrados como Delfina Guzmán, Eduardo Barril, José Soza, Luz Jiménez, Alfredo Castro o Consuelo Holzapfel, entre otros. Acompañados por actores jóvenes como Juan Falcón, Ángela Contreras, Álvaro Morales, Tamara Acosta y Francisca Imboden, entre otros.
Es una de las telenovelas más vistas en la historia de la televisión chilena. Fue merecedora de seis premios APES en las principales categorías y un Premio Altazor al mejor guion de televisión.

## Sinopsis
La historia principal de La fiera se trata del carácter díscolo y malhumorado de Catalina Chamorro, mujer que rechaza, no pocas veces a golpes, a cuantos pretendientes se interesan por ella ante su padre. El asunto no tendría mayor transcendencia si no fuese porque, según la promesa de amor, el padre de Catalina, Pedro Chamorro se niega a entregar en matrimonio a su hija menor, Blanca, hasta que no haya casado a la hija mayor.

## Argumento
Veinte años antes de la historia, Pedro Chamorro (Luis Alarcón) y su familia llegaron al pueblo de Dalcahue. Él, en los tiempos pasados, fue un humilde vendedor de la Vega Central de Santiago de Chile. Pedro, posee una pequeña fortuna gracias a su habilidad para los negocios. Viudo y con tres hijos, es un próspero salmonicultor y dueño de varias propiedades de la zona. Obsesionado por borrar su humilde pasado, intentará vincularse con las mejores familias del lugar. 
Sus hijos son: 
- Catalina (Claudia Di Girolamo), es una arisca y solitaria mujer, conocida en el pueblo como «La Fiera», por su fuerte carácter. Ella trabaja en la empresa salmonera de su padre como buzo y gerente de producción, y tiene una relación muy maternal con su hermana menor Blanca.
- Marco (Juan Falcón), es un atractivo hombre, y único hijo varón de la familia Chamorro. Fue a estudiar derecho a la capital, pero con el transcurso del tiempo regresa a su ciudad natal y decide seguir su vocación por las artes a escondidas de su padre.
- Blanca (Francisca Imboden), es una rebelde y coqueta muchacha, antítesis de su hermana mayor.

El patriarca de la familia siente una culpabilidad por la muerte de su difunta esposa Isabel Moreno (Maricarmen Arrigorriaga), y por eso, se empeñará en cumplir con la promesa de amor que le prometió antes de morir, que consiste en casar en primera instancia a su conflictiva hija mayor, Catalina.
Pedro, con el tiempo se ha convertido en un adinerado empresario, poseedor de una salmonera llamada Del Rey, dicha fortuna atrae a la viuda Magdalena Ossandón (Aline Kuppenheim), quien es una joven oportunista e inescrupulosa. Se acerca a él con el fin de casarse y apoderarse de su fortuna, por medio de artimañas comienza a conquistarlo, tal como lo ha hecho en sus tres matrimonios anteriores, cuyos veteranos maridos mueren sospechosamente, pero Magdalena también se siente atraída por el hijo de Pedro, quien deberá decidir por su ambición o su amor. 
Martín Echaurren Riesco (Francisco Reyes), es el preferido de Pedro Chamorro para casarse con su hija mayor. Él es el único heredero de una aristocrática familia chilota. También administra una empresa salmonera, la que se encuentra al borde de la quiebra. Viene de sufrir una gran desilusión amorosa al descubrir que su mujer Giulia Simone (Alessandra Guerzoni) le es infiel. Ella lo sigue hasta Chiloé para intentar reconquistarlo, pero él se enamorará de La Fiera. El ante el rechazo de su amada, la trata con muchísima ironía. Cualquier excusa es buena para no dejar comer ni dormir a Catalina y así "domarle" el carácter.
Amelia Cox (Delfina Guzmán), es una mujer fina y distinguida, perteneciente a la clase alta y está casada con el médico Francisco Correa (Eduardo Barril) y es amante y albacea de Pedro Chamorro. Francisco y Melita han decidido seguir juntos para guardar las apariencias.
La tranquila vida de la familia Chamorro se verá alterada por la llegada de Jorge Cereceda (José Soza), quien también tenía un puesto de trabajo en la Vega Central y, al perderlo producto de las deudas contraídas por seguir a Chile en la Copa Mundial de Fútbol de 1998, decide probar suerte en el sur del país. Junto a su esposa Gladys Mardones (Consuelo Holzapfel) y su moderna hija Katia Alejandra (Tamara Acosta), llegan donde su viejo amigo Pedro. Por otra parte, se encuentra Berta Leiva (Roxana Campos), la mujer de confianza de Pedro, que ha debido hacerse cargo de la educación de sus hijos luego de la muerte de su mujer. Ella es una mujer sensible y bondadosa, que ama secretamente a su patrón.

El embarcadero y el mercado de Dalcahue son importantes lugares donde otros personajes de esta historia interactúan. Allí conoceremos a Ernesto Lizana (Alfredo Castro), un avaro y egoísta empresario naviero, casado con la sumisa Rosita Espejo (Amparo Noguera). También la artesana en lana, Asunción Catrilaf (Carmen Disa Gutiérrez), quien asegura que el padre de su hija Tránsito (Blanca Lewin), es el Trauco y doña Mirta Jaramillo (Luz Jiménez), una humilde yerbatera chilota, cuya única esperanza era que el Caleuche le devolviera a su amado.

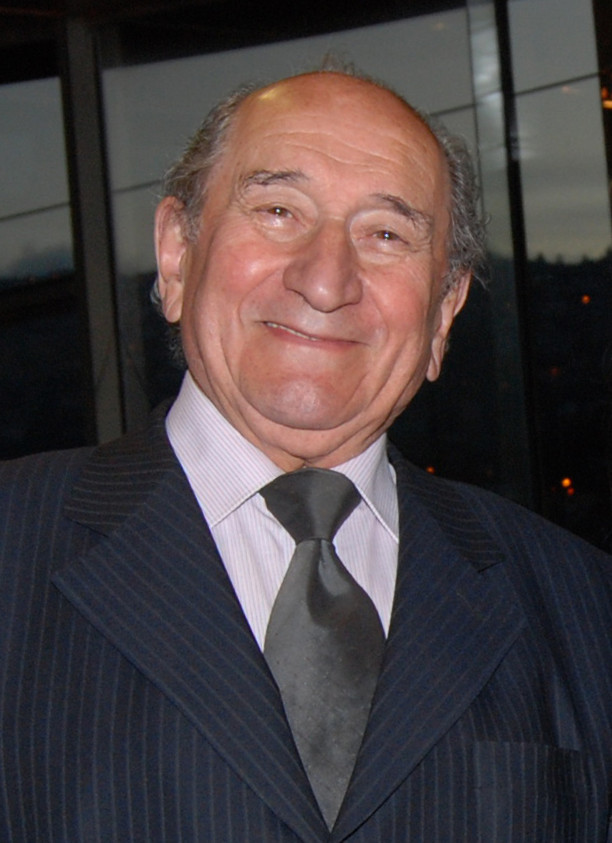
Luis Alarcón interpretó a Pedro Chamorro, uno de los protagonistas.

## Reparto
- Claudia Di Girolamo como Catalina Chamorro Moreno.[5]
- Luis Alarcón como Pedro Chamorro.[6]
- Francisco Reyes como Martín Echaurren.
- Aline Küppenheim como Magdalena Ossandón.
- Álvaro Morales como Andrés Cárdenas.
- Ángela Contreras como Fernanda Montes.
- Juan Falcón como Marco Chamorro.
- Delfina Guzmán como Amelia Cox.
- Eduardo Barril como Francisco Correa.
- José Soza como Jorge Cereceda.
- Alfredo Castro como Ernesto Lizana.[7]
- Tamara Acosta como Katia Cereceda.[8]
- Pablo Schwarz como Santos Bahamonde.
- Francisca Imboden como Blanca Chamorro.
- Felipe Braun como Tomás Martínez.
- Amparo Noguera como Rosa Espejo.[9]
- Francisco Melo como Julio Alvarado.
- Consuelo Holzapfel como Gladys Mardones.
- Sergio Hernández como Narciso Barrientos.
- Roxana Campos como Berta Leiva.
- Carmen Disa Gutiérrez como Asunción Catrilaf.
- Óscar Hernández como Rubén Alvarado.
- Luz Jiménez como Mirta Jaramillo.[10]
- Erto Pantoja como Humberto Fonseca.
- Antonia Zegers como Claudia Ruiz.
- Néstor Cantillana como Carlos Lizana.
- Blanca Lewin como Tránsito Catrilaf.[11]
- Nicolás Saavedra como Ignacio Martínez.
- Lorene Prieto como Macarena Rodríguez.
- Felipe Ríos como Domingo Correa.
- Alessandra Guerzoni como Giulia Simone.
- Claudio González como José Luis Rivas.
- Francisca Opazo como María José Benavente.
- Maité Fernández como Aída Gallegos.
- Mireya Véliz como Corita Faúndez.
- Ernesto Gutiérrez como Coñuecar.
- Héctor Aguilar como Navarro.

## Producción

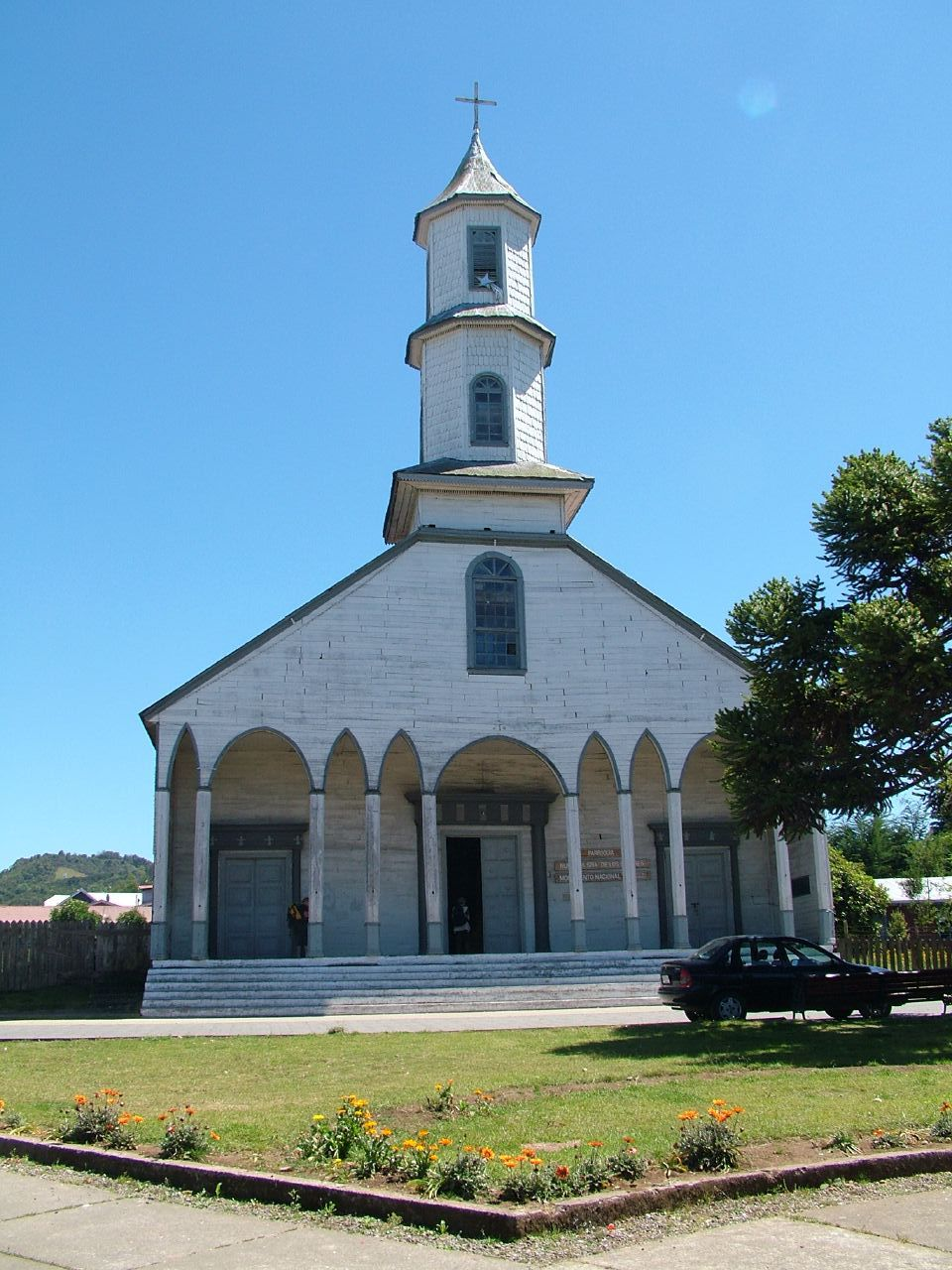
Fachada de la iglesia de Nuestra Señora de los Dolores de Dalcahue en donde se filmaron algunas escenas de la producción dramática.

El núcleo principal de la telenovela está basado en La fierecilla domada, de William Shakespeare. Su rodaje tuvo lugar mayoritariamente en Dalcahue y Santiago, entre noviembre de 1998 y abril de 1999, en donde se construyó un set ambientado en los estudios de Chilefilms en Santiago y en Dalcahue.
Desde el punto de vista escénico esta telenovela, al igual que la mayoría de las de Sabatini, fueron grabadas con el aspecto transversal de todas estas obras de arte es la presencia de la lucha de clases como conflicto central permanente.
Las escenas en el exterior fueron filmadas en diferentes lugares de Chiloé, mientras que la mayoría de las escenas en interiores se grabaron en estudios.
El pueblo de Dalcahue en el Isla Grande de Chiloé, fue utilizado para filmar escenas al aire libre, sobre todo en el mercado, embarcadero y la Iglesia de Nuestra señora de los Dolores. También se realizaron las recreaciones de una minga de tiradura de casa, curantos y actividades tradicionales en la zona. En Chiloé siempre ha ejercido un especial encanto sobre sus visitantes, por sus paisajes y por las numerosas historias y fábulas mitológicas que han nacido en su territorio, como por ejemplo El Caleuche, El Trauco o la pincoya.
La producción de La Fiera tuvo como primera opción para interpretar el personaje de Pedro Chamoro a Héctor Noguera, pero Noguera decidió permanecer en su labor de teatro. Lo mismo ocurrió con las actrices Carolina Fadic (Magdalena Ossandón), Viviana Rodríguez (Giulia Simone) y Claudia Burr (Fernanda Montes), que rechazaron sus papeles por razones variadas. Fadic por aceptar una oferta de Megavisión para protagonizar Algo está cambiando, Rodríguez por su estadía en Los Ángeles (California) y Burr por encontrarse en Rapa Nui, quien permaneció tras grabaciones de Iorana.
El 3 de octubre de 2020, en el contexto del plebiscito que determinó el inicio del proceso constituyente para la redacción de una nueva Constitución, las actores Alfredo Castro, Amparo Noguera y Tamara Acosta, aparecieron en la franja electoral de la opción «Apruebo» caracterizadas como sus personajes en La Fiera.

## Banda sonora

### Las canciones de la teleserie
1. Javiera Parra - El Albertío (Tema central)
2. Chayanne - Pienso en ti (Tema de Fernanda y Andrés)
3. Ricardo Arjona - Olvidarte (Tema de Catalina y Martín)
4. El Símbolo - Nunca te decides (Tema de Magdalena)
5. Enrique Iglesias - Alguien como tú (Tema de Fernanda y Marco)
6. Alejandro Fernández - Si tú supieras
7. Myriam Hernández - El hombre que yo amo (Tema de Magdalena y Marco)
8. Alberto Plaza - No seas cruel (Tema de Chalo y Catalina)
9. Roberto Carlos - Abrázame así (Tema de Berta y Pedro)
10. Los Ilegales - La morena (Tema de Santos)
11. Karametade - Decisión (Tema de Catalina)
12. Marco Antonio Solís - Tu compañero (Tema de Rosita y Julio)
13. Ella Baila Sola - Lo echamos a suertes (Tema de Pascuala)
14. Los Auténticos Decadentes - Como Me Voy a Olvidar (Tema de los Cereceda)
15. Luis Jara - Quiera Dios
16. Nicole niche (Tema de Katia y Santos)
17. Leo Dan - Fanny (Tema de Pedro)
18. Ricky Martin - La bomba (Tema de Martín)
19. Shakira - Tú (Tema de Fernanda)
20. Khadja Nin - Sambolera (Tema de Catalina)
21. La Oreja de Van Gogh - Cuídate (Tema de Claudia)
22. Soledad - Que nadie sepa mi sufrir (Tema de Rosita)
23. Eduardo Gatti - Navegante
24. Bordemar - Nostalgia por la Pincoya.
25. Los auténticos decadentes - Entregá el marrón.
26. Silvio Rodríguez - Te conozco.(final teleserie)

### La Fiera Mixes: presentado por DJ Katia
1. Vengaboys - Up & Down (Tema de Katia)
2. Elvis Crespo - Tu Sonrisa (Tema de Tato)
3. The S&M Brothers - Baila mi cochita linda (Tema de Blanca)
4. Dr. Noiz - El burro (Tema de Santos)
5. Sabor Habanero - Carnavaleira
6. Pancho y la Sonora Colorada - Tú te la creías
7. Vienna - Tócame
8. Members of Babylon - Sonic empire
9. Lady Lu - Pónela, sácala (Tema de Macarena)
10. Lacroix - Up, la la la (Tema de Katia y Macarena)
11. Fey - Díselo con flores (Tema de Katia)
12. Pan de azúcar - Cuando se acaba el placer
13. Mister Chivo - Lupita
14. Soledad - Que nadie sepa mi sufrir (Tema de Rosita)
15. Valdés y sus ballenatos - El perdedor

## Premios y nominaciones
| Año  | Premio          | Categoría               | Participante                                                       | Resultado |
| ---- | --------------- | ----------------------- | ------------------------------------------------------------------ | --------- |
| 1999 | Premio APES     | Mejor actor principal   | Luis Alarcón                                                       | Ganador   |
| 1999 | Premio APES     | Mejor actriz principal  | Claudia di Girólamo                                                | Ganadora  |
| 1999 | Premio APES     | Mejor actor de soporte  | Alfredo Castro                                                     | Ganador   |
| 1999 | Premio APES     | Mejor actriz de soporte | Roxana Campos                                                      | Ganadora  |
| 1999 | Premio APES     | Mejor personaje popular | José Soza                                                          | Ganador   |
| 1999 | Premio APES     | Mejor teleserie         | La Fiera                                                           | Ganadora  |
| 1999 | Premio TV Grama | Mejor actriz            | Claudia di Girólamo                                                | Ganadora  |
| 1999 | Premio TV Grama | Mejor teleserie         | La Fiera                                                           | Ganadora  |
| 2000 | Premio Altazor  | Mejor actor             | Luis Alarcón                                                       | Ganador   |
| 2000 | Premio Altazor  | Mejor actor             | Alfredo Castro                                                     | Nominado  |
| 2000 | Premio Altazor  | Mejor actor             | José Soza                                                          | Nominado  |
| 2000 | Premio Altazor  | Mejor actor             | Francisco Melo                                                     | Nominado  |
| 2000 | Premio Altazor  | Mejor actriz            | Aline Kuppenheim                                                   | Nominada  |
| 2000 | Premio Altazor  | Mejor actriz            | Roxana Campos                                                      | Nominada  |
| 2000 | Premio Altazor  | Mejor dirección         | Vicente Sabatini                                                   | Nominado  |
| 2000 | Premio Altazor  | Mejor guion             | Víctor Carrasco, René Arcos, Alejandro Cabrera y Larissa Contreras | Ganador   |

## Impacto
La fiera fue una de las telenovelas más populares de la llamada Época de Oro de la telenovela chilena. Es también una de las teleseries que más veces ha sido transmitida por TVN, cinco en total: luego de su emisión original, fue retransmitida en 2002, 2006, 2016 y 2021.

## Emisión internacional
- Ecuador: Teleamazonas.
- Estados Unidos: Univisión.
- Paraguay: Canal 13.
- Venezuela: La Tele.